# Zak Starkey
Zak Starkey (født 13. september 1965 på Queen Charlotte's Maternity Hospital i London, Storbritannien) er en engelsk musiker, bedst kendt som den nuværende trommeslager i de britiske rock-bands Oasis og The Who. Han er også kendt som den første søn af The Beatles trommeslageren Ringo Starr (hvis rigtige navn er Richard Starkey) og hans første kone, Maureen Cox. Zak Starkey er en gennemført trommeslager der har arbejdet tæt med Johnny Marr, Icicle Works, The Waterboys, ASAP og The Lightning Seeds.